# Saska Kępa
Saska Kępa (se pronuncia "saska kempa") es uno de los barrios de Varsovia. Se encuentra cerca del centro de Varsovia, a la orilla derecha del río Vistula. En este barrio hay muchos antiguos edificios de período de entreguerras. Cerca de Saska Kępa esta un parque, Park Skaryszewski, de Ignacy Jan Paderewski. Actualmente Saska Kępa es una parte del distrito de Praga Południe.
Su nombre procede de la palabra Kępa, que en polaco se usa para nombrar una isla fluvial. El nombre de "Saska" significa "Sajona", que le fue dado a partir del siglo XVIII por el uso militar que le dio la dinastía de los sajones. Originalmente era, efectivamente, una isla natural en medio del río Vístula. Posteriormente se utilizó para designar los terrenos en tierra firme en la orilla derecha del río. En el siglo XVI acogió a refugiados holandeses. En el siglo siguiente, en la época de Jakub Sobieski, se dedicó a fines militares y posteriormente a zona de recreo y esparcimiento. En los años 20 del siglo XX, por su proximidad al centro de la ciudad y tras la reconstrucción del Puente de Poniatowski (el anterior lo había dinamitado el Ejército Ruso al abandonar Varsovia en 1915 y el provisional que construyeron después en madera ardió en 1916), se planeó la urbanización de Saska Kępa como zona residencia con casas unifamiliares dando a Saska Kępa un carácter elegante. Tras la II Guerra Mundial, ese carácter era incompatible con los planes y las ideas del nuevo gobierno, que trató de diversificar la población del barrio mediante la construcción de bloques de pisos. De todas formas, entre la población de Varsovia siempre quedó esa consideración de Saska Kępa como un bario elegante. Actualmente se encuentran ahí varias representaciones diplomáticas, como las embajadas de la República Argentina y la República de Colombia, así como la Oficina Comercial de España.
Se menciona en el capítulo VIII de "La Muñeca", de B. Prus, cuando su protagonista, Wokulski, se pasea a orillas del Vístula y observa como "en la tranquila superficie de las aguas se reflejaba Saska Kępa, que ya empezaba a verdecer, ..."

## Personalidades
En Saska Kępa vivieron muchos representantes de la intelligentsia, así como actores (Zygmunt Hübner, Jan Kobuszewski), oficiales del ejército (general Tadeusz Kutrzeba, general Stanisław Bułak-Bałachowicz), poetas (Agnieszka Osiecka), compositores (ej. Witold Lutosławski, Tadeusz Baird) y escultores (ej. Józef Gosławski, Stanisław Sikora).